# Helena Kowalewicz-Wegner
Helena Kowalewicz-Wegner, także Lena Kowalewicz Wegner (ur. 25 kwietnia 1924 w Wilnie, zm. 22 września 1989) – polska malarka i projektantka biżuterii, założycielka Pracowni Drobnych form – pierwszej w Polsce placówce zajmującej się kształceniem w zakresie projektowania biżuterii.

## Życiorys
W latach 1946–1951 studiowała w Państwowej Wyższej Szkole Sztuk Plastycznych w Łodzi na Wydziale Plastyki Przemysłowej pod kierunkiem Władysława Strzemińskiego. Tam w 1959 zorganizowała pierwszą placówkę w Polsce, zajmującą się kształceniem w zakresie projektowania biżuterii– Pracownię Drobnych Form (przekształconą później w Katedrę Biżuterii), a następnie w 1973 osobną Pracownię Biżuterii Unikatowej, którą prowadziła do 1979.

### Działalność artystyczna
W pracy artystycznej inspirowała się „teorią widzenia” Strzemińskiego. Z projektowanej przez nią i jej studentów biżuterii korzystały m.in. Państwowa Wyższa Szkoła Filmowa, Telewizyjna i Teatralna im. L.Schillera w Łodzi oraz Wytwórnia Filmów Oświatowych. Projekty z jej pracowni były prezentowane na międzynarodowych kongresach i pokazach. Projektowana przez nią biżuteria bywała uzupełnieniem kolekcji powstających w Domu Mody Telimena i w Modzie Polskiej. Kowalewicz-Wegner była także malarką – zajmowała się m.in. malarstwem abstrakcyjnym, inspirowanym formami natury, a następnie skupionym na czystości formy i koloru. Ponadto tworzyła naścienne, metalowe kompozycje inspirowane mechanizmami zegarowymi.
Jej prace znajdują się w zasobach Centralnego Muzeum Włókiennictwa w Łodzi i Muzeum Miasta Łodzi.

### Życie prywatne
Jej mężem był Stefan Wegner – malarz. W latach 70. XX w. mieszkała w Domu Literatów przy ul. Adama Mickiewicza 15 w Łodzi.
Została pochowana na Starym Cmentarzu w Łodzi.

## Wyróżnienia
- Złoty Krzyż Zasługi (1979)
- Nagroda I stopnia rektora PWSSP w Łodzi za długoletnią pracę dydaktyczną (1979)
- Nagroda I stopnia rektora PWSSP w Łodzi za zasługi dla PWSSP (1981)[2]